# Timbres des îles Féroé 2006
Cet article recense les timbres des îles Féroé émis en 2006 par Postverk Føroya.

## Généralités
Les émissions portent la mention « Føroyar » et une valeur faciale libellée en couronnes féroïennes, monnaie liée à la couronne danoise (DKK, KR sur les timbres 2006).
Ce territoire danois bénéficie de l'autonomie postale.

### Tarifs
Les tarifs ci-dessus sont ceux qui peuvent être réalisés en utilisant un seul des timbres émis en 2006 ; au 12 juin, aucune émission 2006 en bloc ne permet d'affranchir exactement un tarif précis. Ils sont en application depuis le 2 janvier 2006.
Voici les tarifs intérieurs utilisés en 2006 sur les timbres :
- 5,50 DKK : service prioritaire jusqu'à 20 grammes.

Voici les tarifs internationaux vers l'Europe et les pays du Nord utilisés en 2006 sur les timbres :
- 7 DKK : service économique jusqu'à 20 grammes,
- 7,50 DKK : service prioritaire jusqu'à 20 grammes,
- 10 DKK : service économique de 20 à 100 grammes,
- 12 DKK : service prioritaire de 20 à 100 grammes.

Voici les tarifs internationaux au-delà de l'Europe utilisés en 2006 sur les timbres :
- 10 DKK : service prioritaire jusqu'à 20 grammes,
- 20 DKK : service prioritaire de 20 à 100 grammes.

Pour les tarifs internationaux, le service économique suppose un transport par bateau, le service prioritaire par avion. La mention figure en français sur une étiquette bleue marquée d'un A pour le prioritaire, et verte marquée d'un B pour l'économique.

## Légende
Pour chaque timbre, le texte rapporte les informations suivantes :
- date d'émission, valeur faciale et description,
- formes de vente,
- artistes concepteurs et genèse du projet,
- manifestation premier jour,
- date de retrait, tirage et chiffres de vente,

ainsi que les informations utiles pour une émission donnée.

## Février

### Poissons des grandes profondeurs

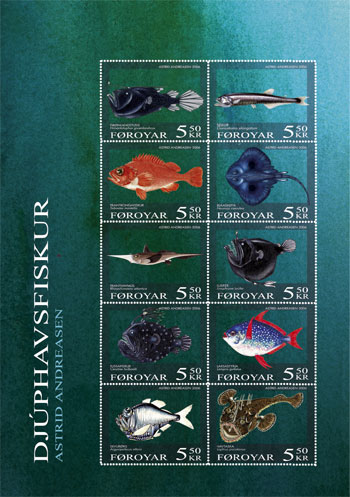
Le Bloc « Poissons des grandes profondeurs ».

Le 13 février, est émis un bloc-feuillet de 10 timbres de 5,50 DKK représentant des espèces de poissons vivant dans les grandes profondeurs océaniques (Djúphavsfiskar). Ce sont, de haut en bas et de gauche à droite : 
- Himantolophus groenlandicus (Grønlandstussi),
- Gonostoma elongatum (Seilur),
- Sebastes mentella (Trantakongafiskur),
- Neoraja caerulea (Bláaskøta),
- Rhinochimaera atlantica (Tranthavmús),
- Linophryne lucifera (Lusifer),
- Ceratias holboelli (Tussafiskur),
- Lampris guttatus (Laksastyrja),
- Argyropelecus olfersi (Silvurøks),
- Lophius piscatorius (Havtaska).

Le bloc est l'œuvre d'Astrid Andreasen. Les timbres de 3 × 4 cm sont imprimés en offset par l'Österreichische Staatsdruckerei.

### Usage courant: villes des îles Féroé
Le 13 février, sont émis trois timbres d'usage courant représentant des villes des Féroé. Les trois villes choisies sont illustrées par une photographie présentant le noyau urbain et les alentours, souvent montagneux et herbeux. Ce sont trois villes de l'est de l'île Eysturoy :
- le timbre de 7 DKK est consacré à Syðrugøta,
- le 12 DKK à Fuglafjørður,
- et le 20 DKK à Leirvík.

Les photographies ont été réalisées par J. A. Arge. Les timbres de 35 × 34,8 mm sont imprimés en offset par l'Österreichische Staatsdruckerei.

## Mars

### Émission nordique: personnages mythologiques

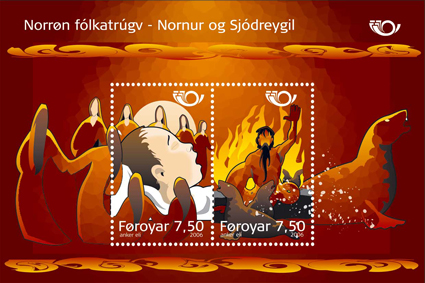
Le bloc émission nordique.

Le 29 mars, dans le cadre de l'émission Nordique, est émis un bloc-feuillet de deux timbres à 7,50 DKK chacun, sur des personnages mythologiques (norrøn fólkatrúgv). Le timbre et la partie gauche du bloc met en image le Sjódreygil ou « fantôme absurde » qui apparaitrait à des marins au coucher du soleil et les aiderait jusqu'au lever du soleil, moment où il disparaît. Sur la partie droite, est illustré la croyance dans les nornes (Nornur), divinités qui influenceraient le destin des êtres humains dès leur naissance : le timbre montre ainsi une ronde de personnages féminins entourant un nouveau-né.
Le bloc est signé Anker Eli Petersen. Les timbres de 26 × 40 mm sont imprimés en offset par l'imprimeur français Cartor Security Printing.

### Ormurin langi

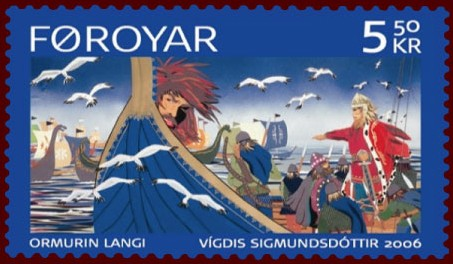
Le roi Olaf sur lOrmurin Langi.

Le 29 mars, pour le 30e anniversaire de la création de Postverk Føroya, est émis un bloc-feuillet de dix timbres de 5,50 DKK illustrant des épisodes d'une ballade féroïenne, Ormurin langi (« le long serpent » en français), tradition orale portée à l'écrit en 1819. La ballade raconte l'histoire du Ormurin Langi, bateau du roi norvégien Olaf Tryggvason, qui dut batailler vers l'an 1000, contre le roi danois, le roi suédois et le Norvégien Erik Jarl qui le bat finalement sur la mythique île de Svolder. Les timbres illustrent les épisodes de la construction de l’Ormurin Langi, sa mise à l'eau, le roi Olaf Trygvason rencontrant l'archer Einar, le départ de la flotte norvégienne, son arrivée dans le Øresund, l’Ormurin Langi et son équipage, et quatre timbres pour la bataille et la victoire d'Erik Jarl.
Le bloc est dessiné par Vígdis Sigmundsdóttir, dont c'est la première création philatélique. Les timbres de 2,9 × 4,8 cm sont imprimés en lithographie et offset par Cartor Security Printing.

## Juin

### Europa: l'intégration
Le 12 juin, dans le cadre de l'émission Europa sont émis deux timbres sur le thème annuel commun : l'intégration vue par les jeunes. Sur les deux timbres de 7,50 DKK et de 10 DKK, deux mains - une blanche, une noire, se tiennent.
Le dessin est l'œuvre de Edward Fuglø. De format carré 3,5 × 3,5 cm et dentelés 14, les timbres sont imprimés en offset lithographie par l'Österreichische Staatsdruckerei, en Autriche.

### Tunnel de Norðoyar

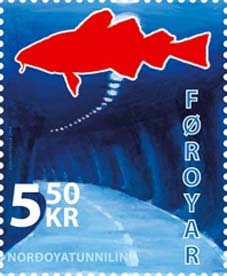

Le 12 juin, sont émis deux timbres de 5,50 DKK annonçant l'ouverture du tunnel de Norðoyar (Norðoyatunnilin, tunnel des îles du Nord en français) le 29 avril 2006. Reliant les îles d'Eysturoy et de Borðoy, il est le plus long tunnel des îles Féroé avec 6,3 km. Les deux timbres représentent une photographie saturée de rouge ou de bleu de l'intérieur du tunnel. En haut de chaque timbre, un dessin rappelle que c'est un tunnel souterrain creusé sous la mer : un poisson rouge sur l'exemplaire bleu, une coque de bateau bleue sur l'exemplaire rouge.
Un carnet de dix timbres est également émis, contenant cinq exemplaires de chaque type alternant régulièrement, et sous la forme d'un bloc de 2 × 5 timbres.
Les timbres d'un format de 3 × 3,6 cm et dentelés 13 sont réalisés par Edward Fuglø pour une impression en offset lithographie. Ils sont imprimés par Cartor Security Printing, en France.

## Septembre

### L'église à Sandur
Le 18 septembre, sont émis deux timbres de 5,50 DKK et de 7,50 DKK sur les églises de Sandur, sur l'île de Sandoy, à travers l'histoire. La tradition rapporte que l'église bâtie à Sandur est la première de l'histoire des îles Féroé, et que fit construire le chef viking Sigmundur Brestisson. L'église actuelle, la sixième dont une trace sûre a été prouvée, est la reconstruction à l'identique de celle de 1839, détruite en 1988 lors d'un incendie criminel.
Les deux timbres de 4,3 x 3 cm sont dessinés par Edward Fuglø. Ils sont imprimés en offset-lithographie par l'Österreichische Staatsdruckerei, l'imprimerie nationale autrichienne.

### Sandoy

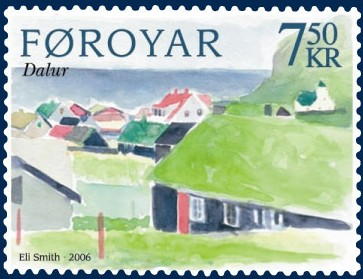
Le timbre sur Dalur.

Le 18 septembre, est émis un bloc de huit timbres touristiques de 7,50 DKK sur l'île de Sandoy. Ils représentent des peintures de paysages naturels, ruraux et urbains de l'île. La partie du feuillet sans timbre porte une carte de l'île et des vers d'une chanson de H.A. Djurhuss.
Les peintures sont l'œuvre d'Eli Smith. De format 4 x 3 cm, le feuillet est imprimé en lithographie et en offset par Cartor Security Printing, une imprimerie française.

### Sources
- Føroysk frímerki 1975-2006, éd. Postverk Føroya, 2006. Catalogue des timbres édité par le bureau philatélique de l'administration postale féroïenne. Il fournit l'affranchissement permis par le timbre, le tirage final et la date de retrait de la vente.
- Le catalogue de vente par correspondance fournit en plus le format, la dentelure, la technique d'impression et l'imprimeur. Les textes de présentation sont le plus souvent ceux lisibles sur le site web officiel.